# Settimio Massotti
Settimo Massotti (Crognaleto, 30 giugno 1964) è un allenatore di pallamano ed ex pallamanista italiano.
È il giocatore italiano con più presenze e reti con la maglia azzurra, totalizzando un totale di 302 presenze e 1371 gol. Nominato "giocatore italiano del secolo" dal Corriere dello Sport-Stadio nel 2000. Nel 2020 è stato insignito della Palma d'Argento al Merito Tecnico dal CONI.

## Carriera

### Giocatore

#### Teramo, Centro Sportivo Olimpico dell'Esercito e Gaeta
Inizia a giocare a pallamano nelle giovanili della Campo del Re Teramo, con cui esordisce da giovanissimo in Serie A nella stagione 1979/1980 in una partita contro la Cividin Trieste, totalizzando 10 reti in 15 presenze al termine della stagione. Dopo cinque stagioni e 420 gol totali, si trasferisce nel Centro Sportivo dell'Esercito a Roma, prima di tornare a Teramo nell'annata successiva, rimanendo in Abruzzo per tre stagioni, con una breve parentesi nel mezzo con l'Acqua Fabia Gaeta nel 1986/1987.

#### Trieste
Nell'estate 1989 passa alla Cividin Trieste, fortemente voluto da Giuseppe Lo Duca, andando a rinforzare l'organico della formazione eliminata in semifinale play-off la stagione precedente. Con la squadra vince lo scudetto nel 1990 contro l'Ortigia Siracusa, reduce da tre successi consecutivi nella massima serie. Raggiunge poi le finali anche nel 1991 e nel 1992, cedendo solamente nelle serie per il titolo al Brixen, per poi conquistare il double campionato-Coppa Italia nel 1993, in quello che è il decimo titolo della storia del club bianco-rosso.

#### Ritorno a Teramo e terzo Scudetto a Trieste
Nel 1993 torna a Teramo, totalizzando oltre 500 reti in tre stagioni, per poi tornare a Trieste nella stagione 1996/1997, anno in cui arriva il terzo Scudetto personale ed il quattordicesimo del club, dopo una serie di finale molto equilibrata contro il Gamma Due Modena.

#### Il quarto titolo a Prato e Rubiera
Chiusi i Mondiali 1997 di Kumamoto, si trasferisce all'Alpi Prato unendosi a Zaim Kobilica e al nuovo acquisto Željko Babić, arrivato insieme a Massimo Dovere e Marcello Fonti per una squadra che chiude al primo posto la regular season da imbattuta, regalandosi poi lo Scudetto in tre gare di finale contro il Principe Trieste e la Coppa Italia contro Enna. Nella stagione, Massotti realizza 250 reti in 41 partite. Dopo una stagione all'Arag Rubiera torna nella formazione toscana dell'Alpi Prato, conquistando un'altra Coppa Italia ai danni del Principe Trieste, ma lasciando ai giuliani la finale Scudetto, uscendo anzitempo dal match decisivo per un infortunio.

#### Ascoli e Teramo
Nel 2000 scende di categoria in A2 nella Autolelli Pallamano Ascoli con il duplice ruolo di giocatore-allenatore, raggiungendo subito la promozione in Serie A1 e vincendo la Coppa Italia riservata alle squadre di A2 e ottenendo la salvezza nella categoria per le successive tre stagioni. L'ultimo anno lo disputa a Teramo vincendo il campionato di A2 con promozione in A1, chiudendo la carriera da giocatore con un totale di 3 893 gol.

#### Nazionale
Esordisce con la maglia azzurra nel 1984 in occasione dei Mondiali di Gruppo C in Italia, contro l'Irlanda, venendo convocato per i Giochi del Mediterraneo 1987 di Latakia e ai Giochi del Mediterraneo 1991 di Atene, dove conquista la medaglia di bronzo. Nel 1993 è tra i selezionati dei Giochi del Mediterraneo di Linguadoca-Rossiglione, chiusi al settimo posto. Nel 1995 disputa sulla spiaggia di Copacabana il Mundialito di beach handball, aggiudicandosi la medaglia d'oro, mentre nel 1996 ottiene la prima qualificazione ai Mondiali di Kumamoto 1997, vincendo il girone eliminatorio contro Slovenia, Svizzera e Austria. In Giappone, gli azzurri terminano al 18º posto e Massotti esegue il calco della mano insieme ai migliori giocatori internazionali del Mondiale. Nell'estate 1997 è tra i convocati della Nazionale ai Giochi del Mediterraneo 1997 di Bari, perdendo solamente in finale di una rete contro la Croazia e conquistando così la medaglia d'argento. Capitano azzurro di lungo corso partecipa anche agli Europei casalinghi del 1998, dove l'Italia termina con un undicesimo posto finale a seguito della vittoria contro la Macedonia del Nord, dove Massotti segna 9 reti. Dopo un periodo da secondo allenatore della Selezione al fianco del CT sloveno Marko Sibila, viene richiamato dallo stesso nel ruolo di giocatore, per disputare il girone di qualificazioni europee contro Turchia e Ungheria, superando il record di presenze già da lui detenuto. L'ultima partita con la maglia azzurra è datata 27 gennaio 2002 in Ungheria, terminando con 302 presenze e ben 1371 gol, entrambi record assoluti della Nazionale italiana di pallamano, entrando nella lista dei giocatori internazionali con più di mille reti.

### Allenatore
Ancora in campo nel duplice ruolo di giocatore-allenatore con l'Autolelli Pallamano Ascoli, viene chiamato nel maggio 2001 per svolgere il ruolo di vice-allenatore di Marko Sibila con la Nazionale italiana, sedendosi in panchina in occasione dei play-off di qualificazione agli Europei 2002 contro la Jugoslavia, ai Giochi del Mediterraneo di Tunisi 2001 e alle qualificazioni per i Mondiali 2003. Nel novembre 2002 inizia l'avventura da capo-allenatore degli azzurri, vincendo il girone e qualificando la Nazionale ai play-off decisivi per i Mondiali 2005, perdendo poi contro la forte Islanda. Chiude la sua esperienza azzurra nel 2005, dopo i Giochi del Mediterraneo di Almeria.
Per due stagioni, fino al 2007, guida Teramo in Serie A1, per poi ottenere due terzi posti in Serie A2 con Città Sant'Angelo. Nel gennaio 2010 ecco l'approdo all'Italgest Casarano, che spinge fino al secondo posto nella Poule-Scudetto, arrendendosi solamente in finale play-off al Conversano. Dal 2014 al 2017 guida la Nuova HF Teramo nella Serie A femminile, tornando poi nel settore maschile con diversi incarichi fino al 2024. Dal settembre 2024 è allenatore della squadra federale del Campus Italia in Serie A Silver.

## Palmarès

### Giocatore

#### Club
- Campionato italiano di pallamano maschile: 4

Principe Trieste: 1989-1990, 1992-1993, 1996-1997
Alpi Prato: 1997-1998
- Coppa Italia (pallamano maschile): 3

Principe Trieste: 1993
Alpi Prato: 1998, 2000.

#### Nazionale
- Giochi del Mediterraneo:
  - Atene 1991: 
  - Bari 1997:

## Onorificenze
- Palma di bronzo al merito tecnico (2013)
- Palma d'argento al merito tecnico (2020)